# Balma
Balma est une commune française située dans la banlieue est de Toulouse, dans le nord-est du département de la Haute-Garonne, en région Occitanie. Sur le plan historique et culturel, la commune est dans le pays toulousain, qui s’étend autour de Toulouse le long de la vallée de la Garonne, bordé à l’ouest par les coteaux du Savès, à l’est par ceux du Lauragais et au sud par ceux de la vallée de l’Ariège et du Volvestre.
Exposée à un climat océanique altéré, elle est drainée par l'Hers-Mort, la Saune, la Seillonne, le ruisseau de Noncesse et par divers autres petits cours d'eau. La commune possède un patrimoine naturel remarquable :  un espace protégé (le « biotope des prairies à Orchis lacté ») et une zone naturelle d'intérêt écologique, faunistique et floristique.
Balma est une commune urbaine qui compte 17 431 habitants en 2022, après avoir connu une forte hausse de la population depuis 1975. Elle appartient à l'unité urbaine de Toulouse et fait partie de l'aire d'attraction de Toulouse. Ses habitants sont appelés les Balmanais ou  Balmanaises.
Le patrimoine architectural de la commune comprend un immeuble protégé au titre des monuments historiques : le château de Thégra, inscrit en 1984.

## Géographie

### Localisation
La commune de Balma se trouve dans le département de la Haute-Garonne, en région Occitanie.
Balma est située au nord de la Haute-Garonne, dans l'unité urbaine et l'aire d'attraction de Toulouse, à 5,5 km de son centre-ville. Située en banlieue est de Toulouse, elle est limitrophe de la ville.
Elle se situe à 5 km à vol d'oiseau de Toulouse, préfecture du département
La commune fait en outre partie du bassin de vie de Toulouse.
Les communes les plus proches sont : 
Pin-Balma (3,3 km), Quint-Fonsegrives (3,6 km), Montrabé (4,2 km), Toulouse (4,6 km), L'Union (5,3 km), Mondouzil (5,3 km), Flourens (5,4 km), Beaupuy (6,1 km).
Sur le plan historique et culturel, Balma fait partie du pays toulousain, une ceinture de plaines fertiles entrecoupées de bosquets d'arbres, aux molles collines semées de fermes en briques roses, inéluctablement grignotée par l'urbanisme des banlieues.
Balma est limitrophe de six autres communes.
Les communes limitrophes sont  Flourens, L'Union, Montrabé, Pin-Balma, Quint-Fonsegrives et Toulouse.
|          | L'Union           | Montrabé  |
| Toulouse | Balma             | Pin-Balma |
|          | Quint-Fonsegrives | Flourens  |

### Hydrographie
Elle est drainée par l'Hers-Mort, la Saune, la Seillonne, le ruisseau de Noncesse, Riou Gras, le ruisseau de la garrigue et par divers petits cours d'eau, constituant un réseau hydrographique de 19 km de longueur totale,.
L'Hers-Mort, d'une longueur totale de 89,3 km, prend sa source dans la commune de Laurac et s'écoule du sud-est vers le nord-ouest. Elle traverse la commune et se jette dans la Garonne à Grenade, après avoir traversé 40 communes.
La Saune, d'une longueur totale de 31,8 km, prend sa source dans la commune de Vaux et s'écoule vers le sud-est. Elle traverse la commune et se jette dans l'Hers-Mort à Toulouse, après avoir traversé 18 communes.
La Seillonne, d'une longueur totale de 24,1 km, prend sa source dans la commune de Caraman et s'écoule du sud-est vers le nord-ouest. Elle traverse la commune et se jette dans la Sausse à L'Union, après avoir traversé 11 communes.

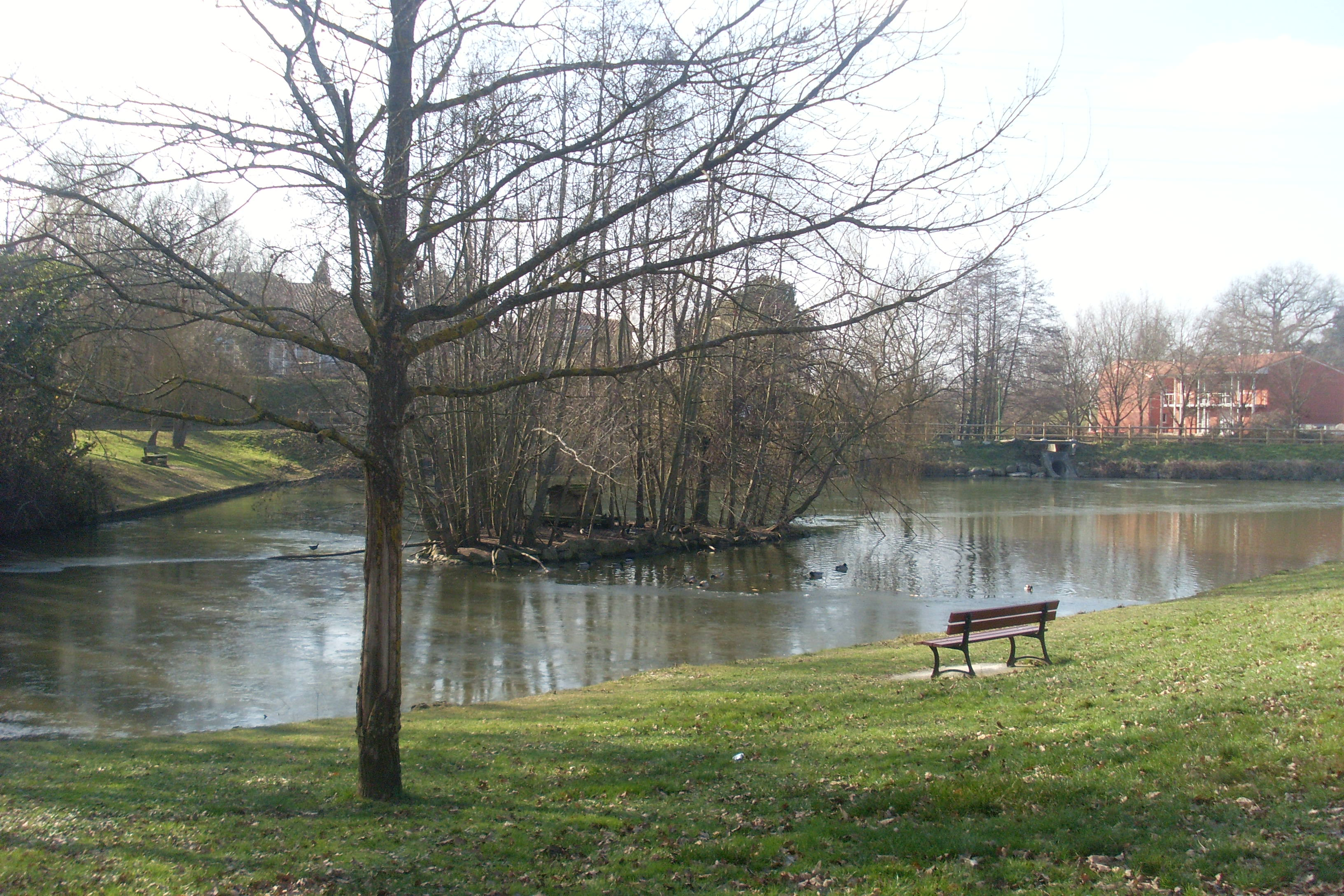
Le lac Saint-Clair.
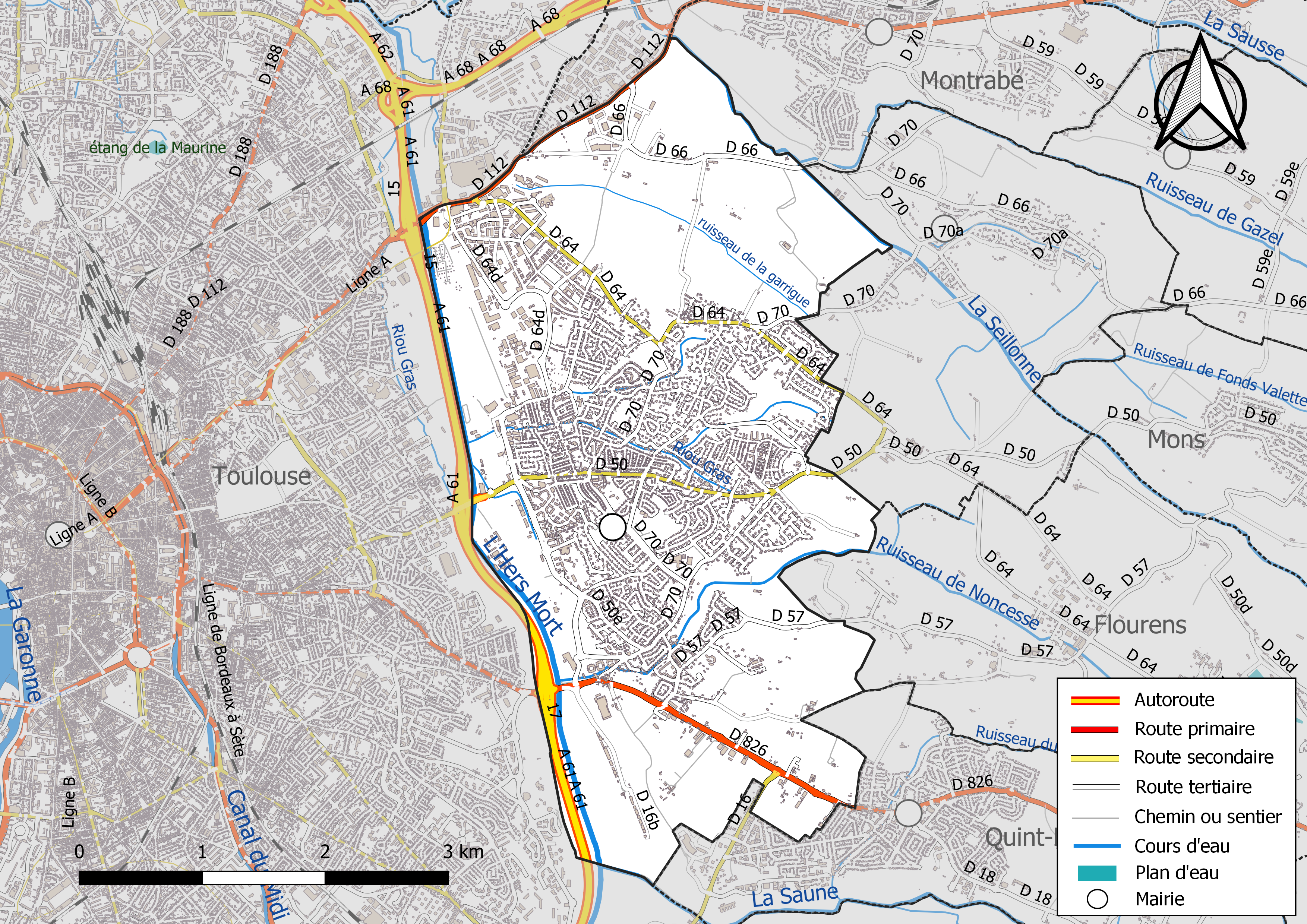
Réseaux hydrographique et routier de Balma.

### Climat
Pour des articles plus généraux, voir Climat de l'Occitanie et Climat de la Haute-Garonne.
En 2010, le climat de la commune est de type climat du Bassin du Sud-Ouest, selon une étude s'appuyant sur une série de données couvrant la période 1971-2000. En 2020, Météo-France publie une typologie des climats de la France métropolitaine dans laquelle la commune est exposée à un climat océanique altéré et est dans la région climatique Aquitaine, Gascogne, caractérisée par une pluviométrie abondante au printemps, modérée en automne, un faible ensoleillement au printemps, un été chaud (19,5 °C), des vents faibles, des brouillards fréquents en automne et en hiver et des orages fréquents en été (15 à 20 jours).
Pour la période 1971-2000, la température annuelle moyenne est de 13,2 °C, avec une amplitude thermique annuelle de 15,8 °C. Le cumul annuel moyen de précipitations est de 712 mm, avec 9,3 jours de précipitations en janvier et 5,7 jours en juillet. Pour la période 1991-2020, la température moyenne annuelle observée sur la station météorologique la plus proche, située sur la commune de Blagnac à 9 km à vol d'oiseau, est de 14,2 °C et le cumul annuel moyen de précipitations est de 627,0 mm,. Pour l'avenir, les paramètres climatiques de la commune estimés pour 2050 selon différents scénarios d'émission de gaz à effet de serre sont consultables sur un site dédié publié par Météo-France en novembre 2022.

### Milieux naturels et biodiversité

#### Espaces protégés
La protection réglementaire est le mode d’intervention le plus fort pour préserver des espaces naturels remarquables et leur biodiversité associée,.
Un  espace protégé est présent sur la commune : 
le « biotope des prairies à Orchis lacté », objet d'un arrêté de protection de biotope, d'une superficie de 14,5 ha.

#### Zones naturelles d'intérêt écologique, faunistique et floristique

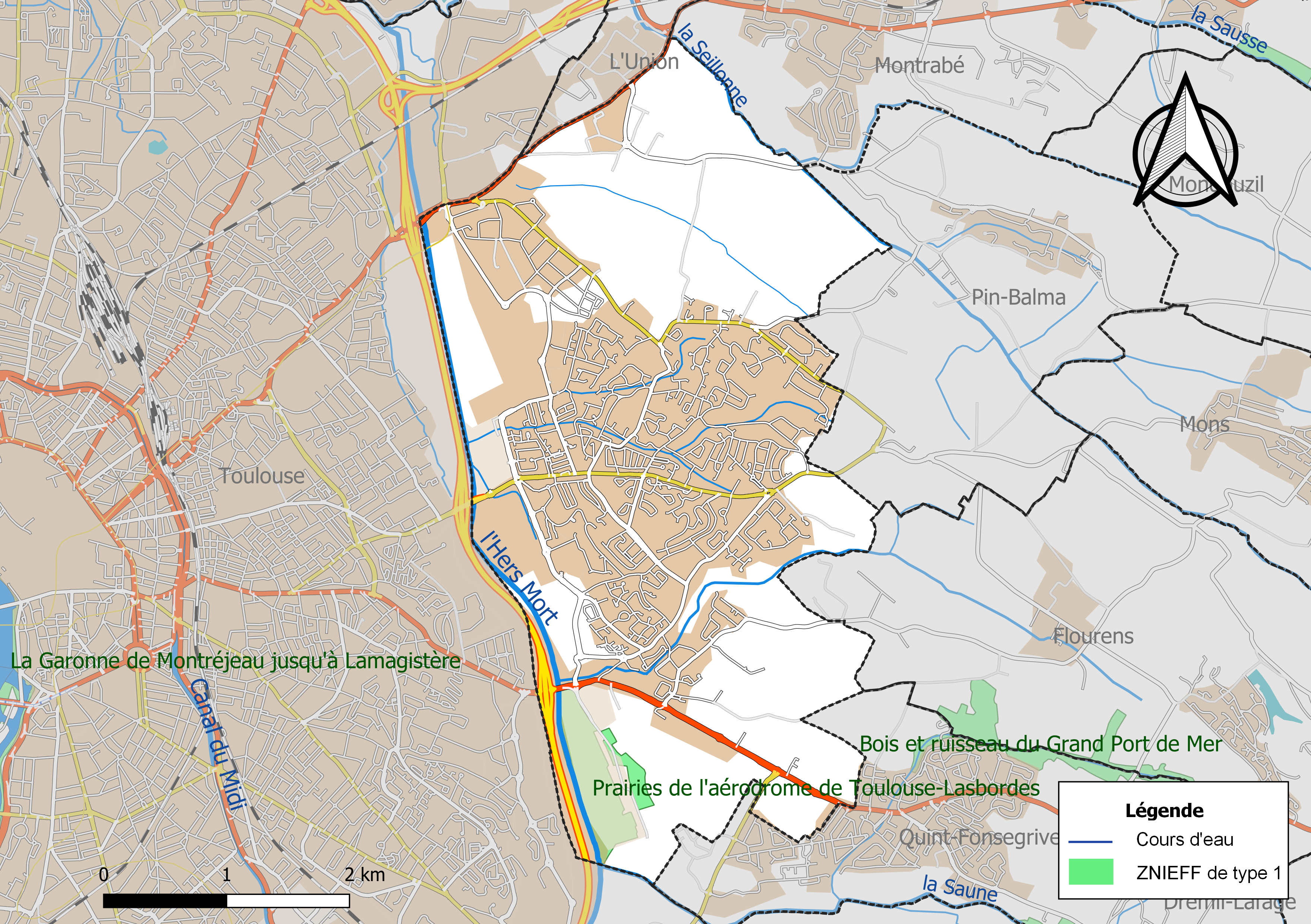
Carte de la ZNIEFF de type 1 localisée sur la commune.

L’inventaire des zones naturelles d'intérêt écologique, faunistique et floristique (ZNIEFF) a pour objectif de réaliser une couverture des zones les plus intéressantes sur le plan écologique, essentiellement dans la perspective d’améliorer la connaissance du patrimoine naturel national et de fournir aux différents décideurs un outil d’aide à la prise en compte de l’environnement dans l’aménagement du territoire.
Une ZNIEFF de type 1 est recensée sur la commune :
les « prairies de l'aérodrome de Toulouse-Lasbordes » (47 ha).

## Urbanisme

### Typologie
Au 1er janvier 2024, Balma est catégorisée grand centre urbain, selon la nouvelle grille communale de densité à sept niveaux définie par l'Insee en 2022.
Elle appartient à l'unité urbaine de Toulouse, une agglomération inter-départementale regroupant 81  communes, dont elle est une commune de la banlieue,,. Par ailleurs la commune fait partie de l'aire d'attraction de Toulouse, dont elle est une commune du pôle principal,. Cette aire, qui regroupe 527 communes, est catégorisée dans les aires de 700 000 habitants ou plus (hors Paris),.

### Occupation des sols

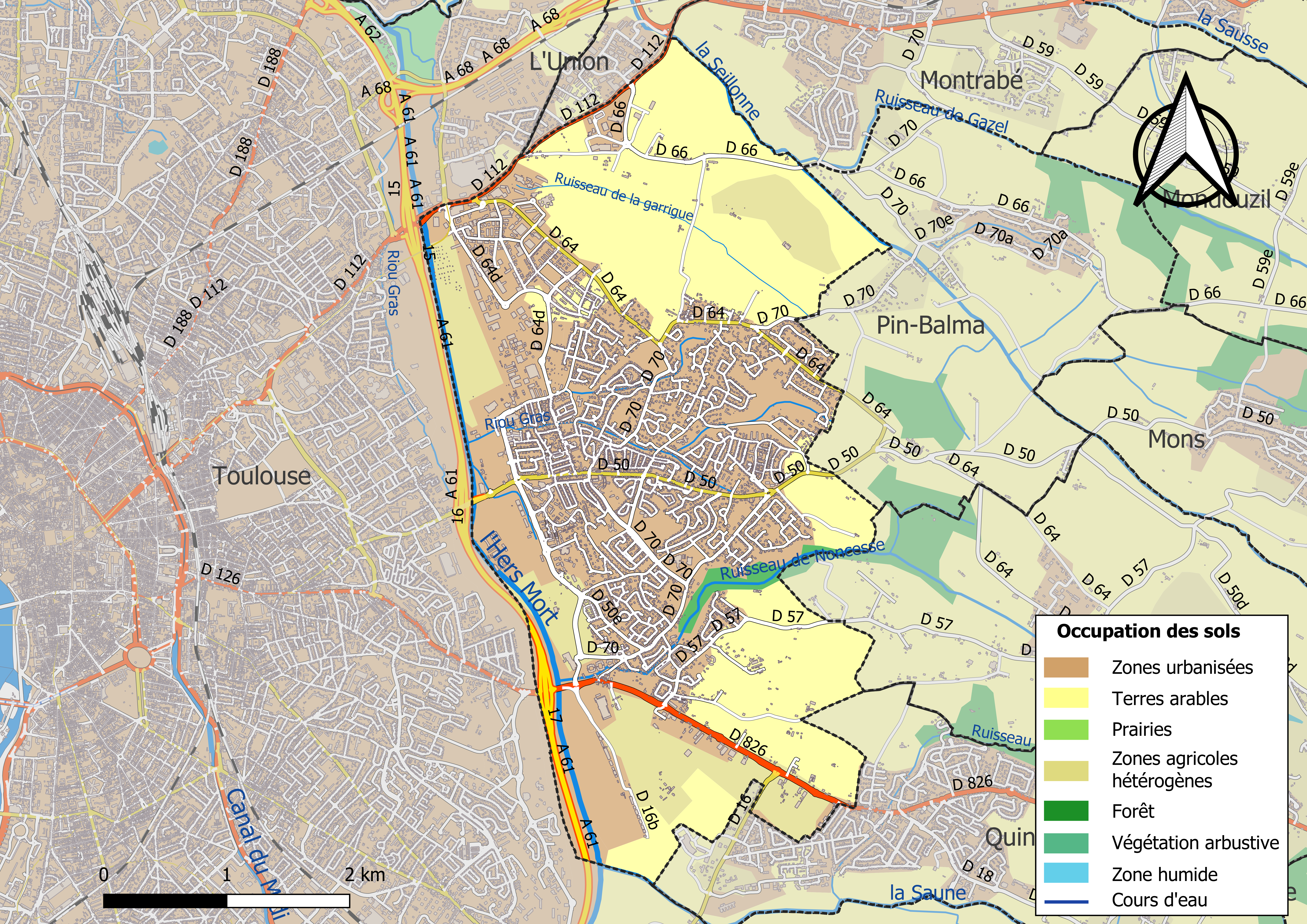
Carte des infrastructures et de l'occupation des sols de la commune en 2018 (CLC).

L'occupation des sols de la commune, telle qu'elle ressort de la base de données européenne d’occupation biophysique des sols Corine Land Cover (CLC), est marquée par l'importance des territoires artificialisés (53,4 % en 2018), en augmentation par rapport à 1990 (40,3 %). La répartition détaillée en 2018 est la suivante : 
zones urbanisées (36,4 %), terres arables (33,8 %), zones industrielles ou commerciales et réseaux de communication (15,9 %), zones agricoles hétérogènes (11,9 %), espaces verts artificialisés, non agricoles (1,1 %), forêts (1 %). L'évolution de l’occupation des sols de la commune et de ses infrastructures peut être observée sur les différentes représentations cartographiques du territoire : la carte de Cassini (XVIIIe siècle), la carte d'état-major (1820-1866) et les cartes ou photos aériennes de l'IGN pour la période actuelle (1950 à aujourd'hui).

### Voies de communications et transports

#### Voies de communication
La commune est accessible en voiture par le périphérique de Toulouse, sorties  15 - Roseraie,  16 - Soupetard et  17 - Lasbordes. Seul l'échangeur 16 permet une circulation aisée des autres modes de déplacements actif piétons et vélos.

#### Transports
La commune compte sur son territoire une station du métro de Toulouse, la station Balma - Gramont, terminus de la ligne A, située au nord de Balma, au niveau de la zone d'activités de Gramont.
La station accueille également les bus de la ligne 20 du réseau Tisséo vers Beaupuy via la ZI Montredon ; la 51 vers le quartier La Terrasse à Toulouse via le centre de Balma ; la 68 vers Castelmaurou via la ZI Montredon ; la 72 vers le quartier Lasbordes via les quartiers du Vidailhan, du Cyprié et le centre de la commune ; la 83 vers le lycée de Saint-Orens-de-Gameville via le sud de la commune ; la 84 vers le collège de Quint-Fonsegrives via le centre-ville et le quartier Lasbordes ; la 101 vers Mondouzil ; la 102 vers Drémil-Lafage via le nord de Balma ; la 103 vers Drémil-Lafage via le nord de Balma également. Le terminus de Balma - Gramont accueille également les autocars de la ligne express Hop!304 du réseau Arc-en-Ciel vers Bessières ; la 353 vers Bessières ; la 376 vers Verfeil ; la 381 vers Le Faget.
Le sud de la commune est également desservi par une ligne de bus à haut niveau de service du réseau Tisséo, le Linéo L1 qui mène au centre-ville de Toulouse et jusqu'au quartier des Sept Deniers depuis Quint-Fonsegrives.
Balma est également desservie par la ligne 104 du réseau Tisséo qui mène à Aigrefeuille depuis la route de Castres, et par la ligne 356 du réseau Arc-en-Ciel qui mène à la gare routière de Toulouse depuis Revel.
L'aérodrome de Toulouse - Lasbordes d'aviation générale, est situé sur le territoire de la commune.

### Risques majeurs
Le territoire de la commune de Balma est vulnérable à différents aléas naturels : météorologiques (tempête, orage, neige, grand froid, canicule ou sécheresse), inondations et séisme (sismicité très faible). Il est également exposé à un risque technologique, la rupture d'un barrage. Un site publié par le BRGM permet d'évaluer simplement et rapidement les risques d'un bien localisé soit par son adresse soit par le numéro de sa parcelle.

#### Risques naturels
Certaines parties du territoire communal sont susceptibles d’être affectées par le risque d’inondation par débordement de cours d'eau, notamment la Saune et la Seillonne. La commune a été reconnue en état de catastrophe naturelle au titre des dommages causés par les inondations et coulées de boue survenues en 1982, 1989, 1991, 1992, 1995, 1999 et 2009,.

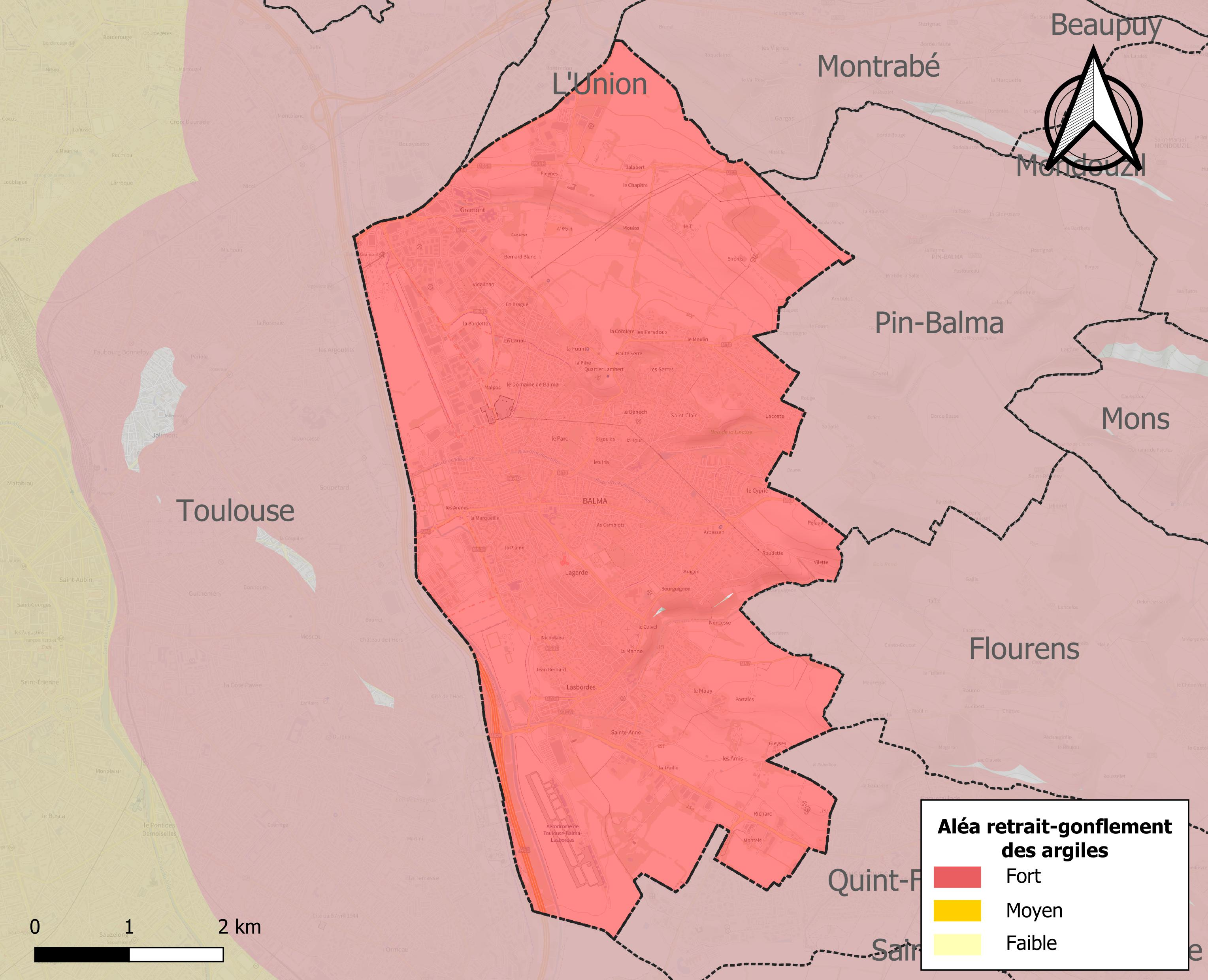
Carte des zones d'aléa retrait-gonflement des sols argileux de Balma.

Le retrait-gonflement des sols argileux est susceptible d'engendrer des dommages importants aux bâtiments en cas d’alternance de périodes de sécheresse et de pluie. La totalité de la commune est en aléa moyen ou fort (88,8 % au niveau départemental et 48,5 % au niveau national). Sur les 4 021 bâtiments dénombrés sur la commune en 2019, 4 021 sont en aléa moyen ou fort, soit 100 %, à comparer aux 98 % au niveau départemental et 54 % au niveau national. Une cartographie de l'exposition du territoire national au retrait gonflement des sols argileux est disponible sur le site du BRGM,.
Par ailleurs, afin de mieux appréhender le risque d’affaissement de terrain, l'inventaire national des cavités souterraines permet de localiser celles situées sur la commune.
Concernant les mouvements de terrains, la commune a été reconnue en état de catastrophe naturelle au titre des dommages causés par la sécheresse en 1991, 1992, 1998, 2002, 2003, 2011, 2016 et 2019 et par des mouvements de terrain en 1999.

#### Risques technologiques
La commune est en outre située en aval du barrage de l'Estrade sur la Ganguise (département de l'Aude). À ce titre elle est susceptible d’être touchée par l’onde de submersion consécutive à la rupture de cet ouvrage.

## Histoire

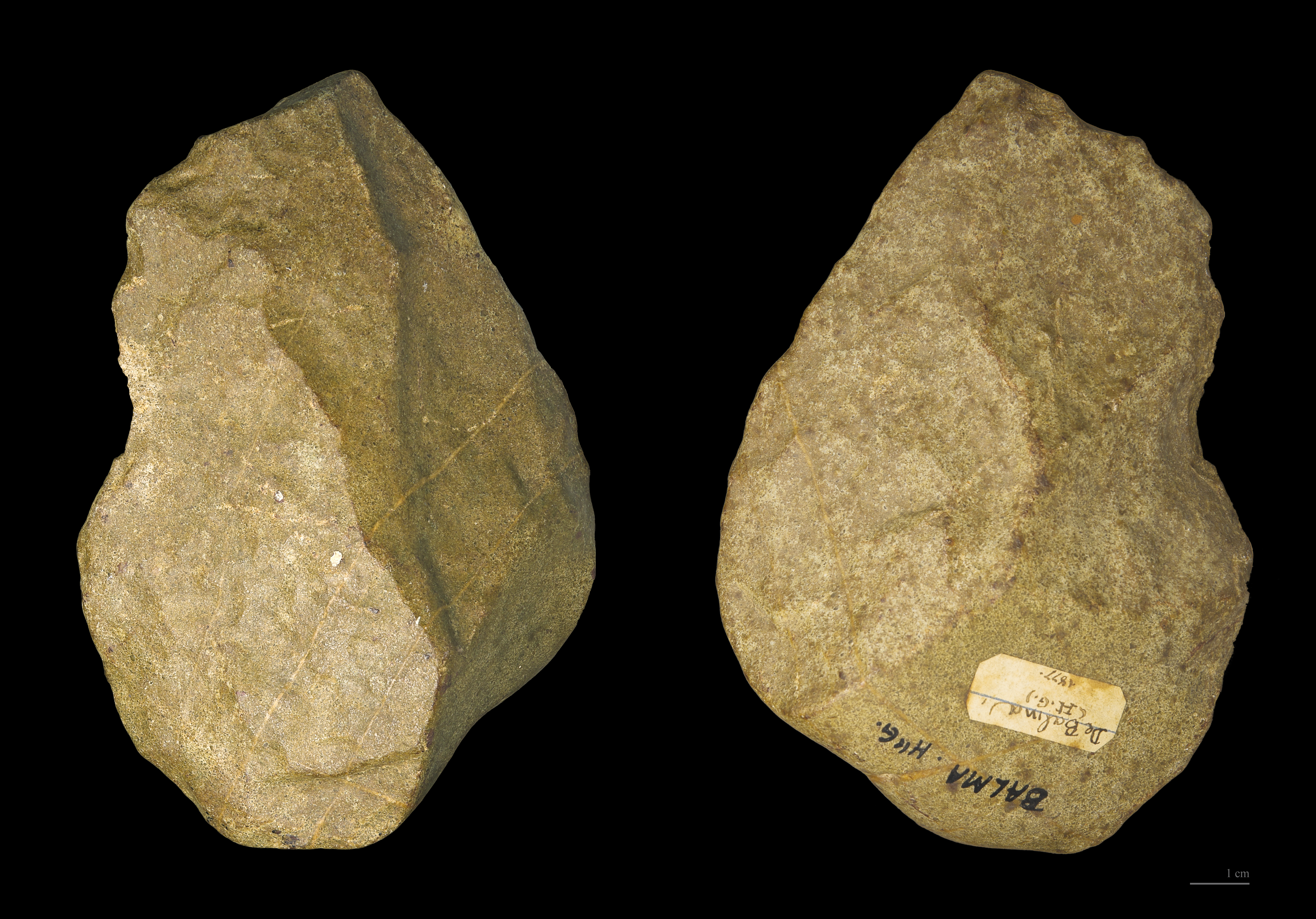
Galet aménagé - Balma - Muséum de Toulouse.

La vie connue sur la commune de Balma commence dès la préhistoire (partie terminale du Paléolithique inférieur), comme en témoignent les récoltes de mobilier préhistorique faites au XIXe siècle et déposées au muséum de Toulouse.
Au Moyen Âge c'est un petit fief appartenant, au moins en partie, à l’évêché de Toulouse, il est érigé en baronnie épiscopale en 1279. C’est donc l’évêque qui est à cette époque seigneur et baron de Balma, puis l'archevêque après l'élévation de l'évêché de Toulouse au rang d'archevêché en 1317. La baronnie de Balma a deux consulats, celui du Pin et celui de Balma. Les consuls sont nommés chaque année par le seigneur évêque, le jour de la Toussaint. Ils sont les intermédiaires entre la noblesse de robe ou d’épée, la grande bourgeoisie et les représentants des ordres religieux d’une part, le peuple de la campagne balmanaise d’autre part.
Leur rôle principal est d’administrer les deniers communaux. Ils lèvent les impôts et les tailles. Ils veillent à l’entretien des chemins, au bon état des ponts et des arbres bordant les routes. Ils assurent l’ordre et la tranquillité dans leur communauté en veillant sur les bonnes mœurs et en faisant respecter les propriétés et les récoltes.
Sous l’Ancien Régime, la population de Balma se compose alors surtout de familles d’agriculteurs. Un petit nombre d’artisans demeure à Lasbordes.
La baronnie épiscopale de Balma est vendue au marquis Guillaume de Castelpers le 17 novembre 1770. En 1789, de nombreuses propriétés ou pièces de terre changent de mains, par la confiscation et la vente des biens du clergé et de la noblesse. Cependant, le mode de vie des balmanais, petits propriétaires, brassiers ou métayers en général, ne change nullement.
- La commune de Balma est créée par un décret de l’Assemblée nationale constituante le 1er décembre 1790. La commune occupe, à quelques variantes près, le territoire du consulat de Balma. Le premier maire est Henri Lassalle-Préserville.
- Au cours du XIXe siècle et jusqu’à la grande guerre, la commune de Balma construit ses chemins, se dote d’une mairie et d’un bureau de poste, bâtit presque seule une église au centre de son territoire et reconstruit presque entièrement l’église Saint-Martin de Boville. C’est également au cours de ce siècle que les institutions municipales s’affermissent par le suffrage universel et que l’instruction générale élémentaire est dispensée à tous les enfants.

C’est seulement dans la seconde moitié du XXe siècle que Balma, du village rural, devient la ville résidentielle qu’elle est aujourd’hui. Sa population passe de 1 724 habitants en 1954 à 6 530 en 1970 avec les premières constructions de type pavillonnaire. Le premier lotissement d’habitations est élaboré en 1954 au Clos Saint Pierre. Institutions militaires et entreprises s’implantent. Balma se dote d’infrastructures, lance un projet de ville, se donne tous les atouts pour entrer sereinement dans le troisième millénaire.

### Héraldique
| Balma | Son blasonnement est : De gueules à la crosse d'or posée en barre, accompagnée d'une mitre d'argent garnie d'or en chef et d'une croix occitane d'or. |

## Politique et administration

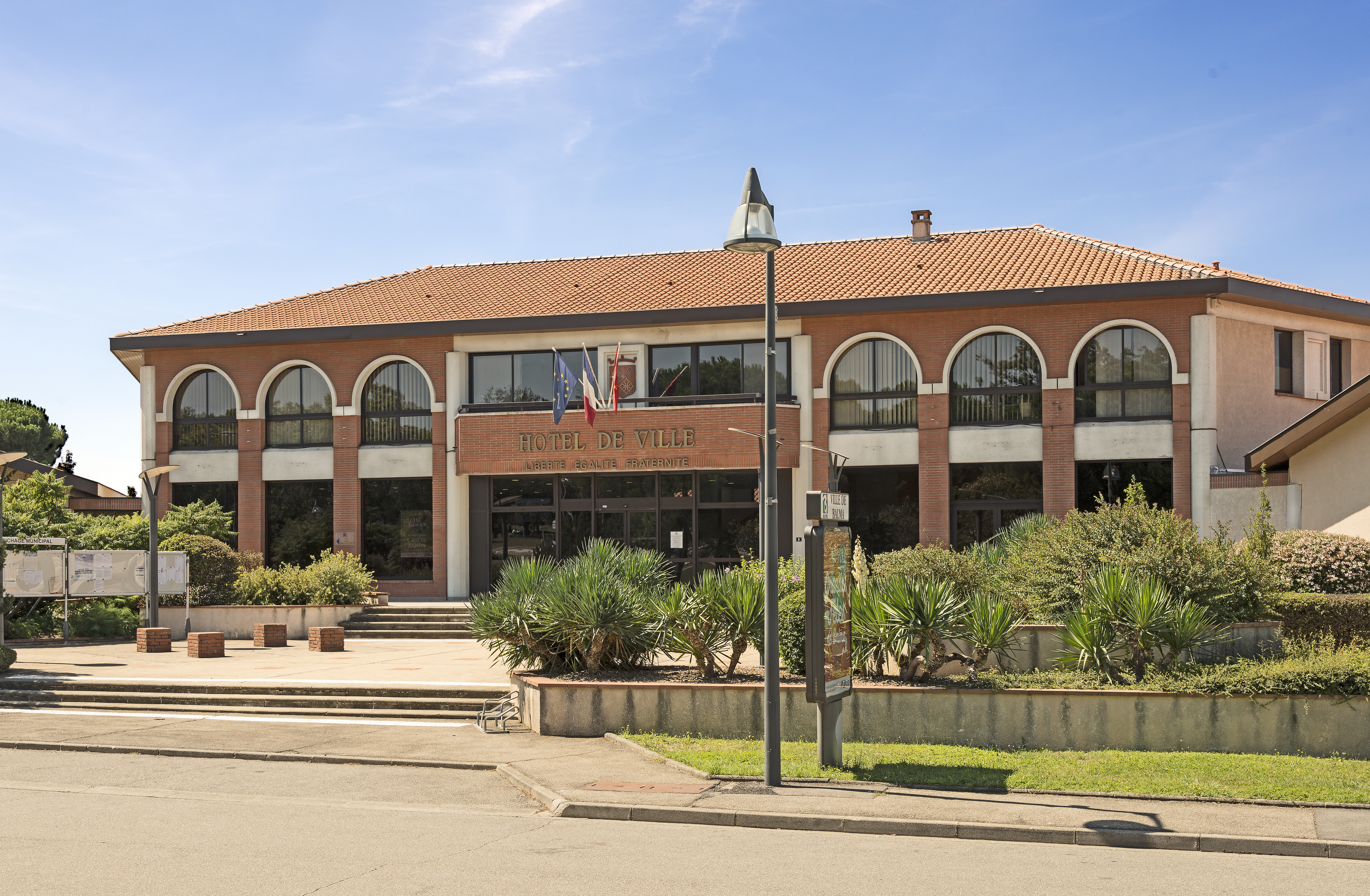
L'hôtel de ville.

### Administration municipale
Le nombre d'habitants au recensement de 2017 étant compris entre 10 000 et 19 999 habitants le nombre de membres du conseil municipal pour l'élection de 2020 est de trente-trois,.

### Rattachements administratifs et électoraux
Commune faisant partie de la deuxième circonscription de la Haute-Garonne jusqu'au redécoupage législatif de 2010, puis de la troisième circonscription de la Haute-Garonne.

### Tendances politiques et résultats
Le maire actuel de la ville, Vincent Terrail-Novès, était membre du parti Les Républicains au moment des  élections de 2014 mais a pris ses distances avec ce dernier. En 2020, il se présente sous la liste DVC-LREM et est réélu maire.
Il est, à ce jour, le plus jeune maire élu de la ville de Balma.
Le conseil municipal de Balma est composé de 33 membres dont le maire, 9 adjoints au maire, 15 conseillers municipaux délégués et 8 conseillers municipaux.
Alexandre Fieuzal est le benjamin du conseil municipal (23 ans lors de son élection) et Michel Baselga en est le doyen (79 ans lors de son élection).
Vincent Terrail-Novès a été élu en 2014 avec 52,16 % des voix au premier tour.
Il a été réélu en 2020 dès le premier tour avec 65,37 % des voix.

### Politique de développement durable
La commune a engagé une politique de développement durable en lançant une démarche d'Agenda 21 en 2009. La démarche a été stoppée en 2014.
Dans son palmarès 2016, le Conseil national de villes et villages fleuris de France a renouvelé son attribution de deux fleurs à la commune au Concours des villes et villages fleuris. EN décembre 2018, la ville a reçu la troisième fleurs.

## Population et société

### Démographie
| 1793 | 1800 | 1806 | 1821 | 1831 | 1836 | 1841 | 1846 | 1851 |
| ---- | ---- | ---- | ---- | ---- | ---- | ---- | ---- | ---- |
| 546  | 544  | 603  | 635  | 790  | 802  | 785  | 863  | 883  |

| 1856 | 1861 | 1866 | 1872 | 1876 | 1881 | 1886 | 1891 | 1896 |
| ---- | ---- | ---- | ---- | ---- | ---- | ---- | ---- | ---- |
| 840  | 835  | 795  | 797  | 877  | 893  | 944  | 916  | 965  |

| 1901 | 1906 | 1911 | 1921 | 1926 | 1931 | 1936 | 1946  | 1954  |
| ---- | ---- | ---- | ---- | ---- | ---- | ---- | ----- | ----- |
| 913  | 909  | 886  | 821  | 868  | 937  | 966  | 1 276 | 1 724 |

| 1962  | 1968  | 1975  | 1982  | 1990  | 1999   | 2006   | 2011   | 2016   |
| ----- | ----- | ----- | ----- | ----- | ------ | ------ | ------ | ------ |
| 2 890 | 4 276 | 7 127 | 8 117 | 9 506 | 11 944 | 12 793 | 13 829 | 16 394 |

| 2021   | 2022   | - | - | - | - | - | - | - |
| ------ | ------ | - | - | - | - | - | - | - |
| 17 385 | 17 431 | - | - | - | - | - | - | - |

| selon la population municipale des années : | 1968 | 1975 | 1982 | 1990 | 1999 | 2006 | 2009 | 2013 |
| Rang de la commune dans le département      | 12   | 10   | 10   | 12   | 9    | 8    | 8    | 8    |
| Nombre de communes du département           | 592  | 582  | 586  | 588  | 588  | 588  | 589  | 589  |

### Service public

#### Vie militaire
La commune accueille l'état-major de la 11e brigade parachutiste au quartier Balma-Ballon. Jusqu'en 1999, elle accueillait à sa place le 14e régiment parachutiste de commandement et de soutien.

#### Administrations
Un site de la Direction générale des armements et techniques aéronautiques (DGATA), est présent sur la commune, au niveau du quartier de Vidailhan.

### Enseignement
Balma fait partie de l'académie de Toulouse.
L'éducation est assurée sur la commune par : 
- l'école primaire publique Antoine de Saint-Exupéry ;
- l'école primaire publique Gaston Bonheur ;
- l'école primaire publique Marie Laurencin ;
- l'école primaire publique José Cabanis ;
- le collège Jean Rostand de Balma;
- l'institut d'enseignement supérieur Saliège

Le lycée de secteur de la commune est le lycée Stéphane-Hessel situé dans le quartier des Argoulets à Toulouse.
Un groupe scolaire public Simone-Veil va être construit sur les terrains de sport du collège Jean Rostand en raison de la forte fréquentation des actuels groupes scolaires.
Un nouveau collège devrait être construit pour les mêmes raisons à proximité du quartier de Vidailhan.

### Culture et festivité
La ville possède un agenda culturel bien rempli, comprenant des séances cinémas (trois projections pendant l'été) et activités de plein air, des rassemblements automobiles ou des matchs de différents sports.

### Activités sportives
- Balma SC : football division CFA 2.
- Club Athlétique Balmanais section athlétisme.
- Club Athlétique Balmanais section gymnastique.
- Club Athlétique Balmanais section tir à l'arc.
- Un karatéka balmanais champion de France section pupilles 10-12 ans.
- L'entente TUC Balma Handball (ETB) qui évolue en Nationale 3 pour la saison 2010/2011 et aussi depuis la saison 2011/2012.
- Balma Sporting Club, club de tennis.
- Un club de judo.
- Club de Volley Balma Quint-Fonsegrives.
- Club de rugby à XV le Balma olympique rugby club (BORC), fondé en 1963[43], évoluant en Fédérale 2 et qui fut :
  - Champion de France 1re division Groupe B en 1997[44].
- Des aéroclubs basés à l'aérodrome de Toulouse - Lasbordes.

### Écologie et recyclage
La collecte et le traitement des déchets des ménages et des déchets assimilés ainsi que la protection et la mise en valeur de l'environnement se font dans le cadre de la métropole de Toulouse Métropole.

## Économie

### Revenus
En 2018  (données Insee publiées en septembre 2021), la commune compte 7 345 ménages fiscaux, regroupant 16 729 personnes. La médiane du revenu disponible par unité de consommation est de 26 830 € (23 140 € dans le département). 66 % des ménages fiscaux sont imposés (55,3 % dans le département).

### Emploi
|                | 2008  | 2013  | 2018  |
| -------------- | ----- | ----- | ----- |
| Commune        | 5,5 % | 7 %   | 7,4 % |
| Département    | 7,7 % | 9,6 % | 9,3 % |
| France entière | 8,3 % | 10 %  | 10 %  |

En 2018, la population âgée de 15 à 64 ans s'élève à 10 094 personnes, parmi lesquelles on compte 77,4 % d'actifs (70,1 % ayant un emploi et 7,4 % de chômeurs) et 22,6 % d'inactifs,. Depuis 2008, le taux de chômage communal (au sens du recensement) des 15-64 ans est inférieur à celui de la France et du département.
La commune fait partie du pôle principal de l'aire d'attraction de Toulouse,. Elle compte 12 166 emplois en 2018, contre 11 492 en 2013 et 8 520 en 2008. Le nombre d'actifs ayant un emploi résidant dans la commune est de 7 223, soit un indicateur de concentration d'emploi de 168,4 % et un taux d'activité parmi les 15 ans ou plus de 58,8 %.
Sur ces 7 223 actifs de 15 ans ou plus ayant un emploi, 1 702 travaillent dans la commune, soit 24 % des habitants. Pour se rendre au travail, 72,1 % des habitants utilisent un véhicule personnel ou de fonction à quatre roues, 15,5 % les transports en commun, 9,5 % s'y rendent en deux-roues, à vélo ou à pied et 3 % n'ont pas besoin de transport (travail au domicile).

### Activités hors agriculture

#### Secteurs d'activités
1 945 établissements sont implantés  à Balma au 31 décembre 2019. Le tableau ci-dessous en détaille le nombre par secteur d'activité et compare les ratios avec ceux du département,.
| Secteur d'activité                                                                                        | Commune | Commune | Département |
| Secteur d'activité                                                                                        | Nombre  | %       | %           |
| --- | ------- | ------- | ----------- |
| Ensemble                                                                                                  | 1 945   | 100 %   | (100 %)     |
| Industrie manufacturière, industries extractives et autres                                                | 75      | 3,9 %   | (5,7 %)     |
| Construction                                                                                              | 147     | 7,6 %   | (12 %)      |
| Commerce de gros et de détail, transports, hébergement et restauration                                    | 443     | 22,8 %  | (25,9 %)    |
| Information et communication                                                                              | 98      | 5 %     | (4,1 %)     |
| Activités financières et d'assurance                                                                      | 169     | 8,7 %   | (3,8 %)     |
| Activités immobilières                                                                                    | 102     | 5,2 %   | (4,2 %)     |
| Activités spécialisées, scientifiques et techniques et activités de services administratifs et de soutien | 442     | 22,7 %  | (19,8 %)    |
| Administration publique, enseignement, santé humaine et action sociale                                    | 332     | 17,1 %  | (16,6 %)    |
| Autres activités de services                                                                              | 137     | 7 %     | (7,9 %)     |

Le secteur du commerce de gros et de détail, des transports, de l'hébergement et de la restauration est prépondérant sur la commune puisqu'il représente 22,8 % du nombre total d'établissements de la commune (443 sur les 1945 entreprises implantées  à Balma), contre 25,9 % au niveau départemental.

#### Entreprises et commerces
Les cinq entreprises ayant leur siège social sur le territoire communal qui génèrent le plus de chiffre d'affaires en 2020 sont : 
- Bouygues Travaux Publics Regions France, construction d'ouvrages d'art (209 121 k€)
- LPR - La Palette Rouge, affrètement et organisation des transports (142 517 k€)
- Societe Hydro-Electrique Du Midi - Shem, production d'électricité (94 349 k€)
- Celad, conseil en systèmes et logiciels informatiques (90 638 k€)
- Totana, hypermarchés (44 927 k€)

### Agriculture
|               | 1988 | 2000  | 2010  | 2020 |
| ------------- | ---- | ----- | ----- | ---- |
| Exploitations | 29   | 21    | 13    | 9    |
| SAU (ha)      | 921  | 1 142 | 1 092 | 982  |

La commune est dans le Lauragais, une petite région agricole occupant le nord-est du département de la Haute-Garonne, dont les coteaux portent des grandes cultures en sec avec une dominante blé dur et tournesol. En 2020, l'orientation technico-économique de l'agriculture  sur la commune est la culture de céréales et/ou d'oléoprotéagineuses. Neuf exploitations agricoles ayant leur siège dans la commune sont dénombrées lors du recensement agricole de 2020 (29 en 1988). La superficie agricole utilisée est de 982 ha,,.

## Culture locale et patrimoine

### Lieux et monuments
Balma comporte 3 monuments à découvrir : 
- le château de Thégra ;
- l'église Saint-Joseph ;
- l'église Saint-Martin-de-Boville à clocher-mur.

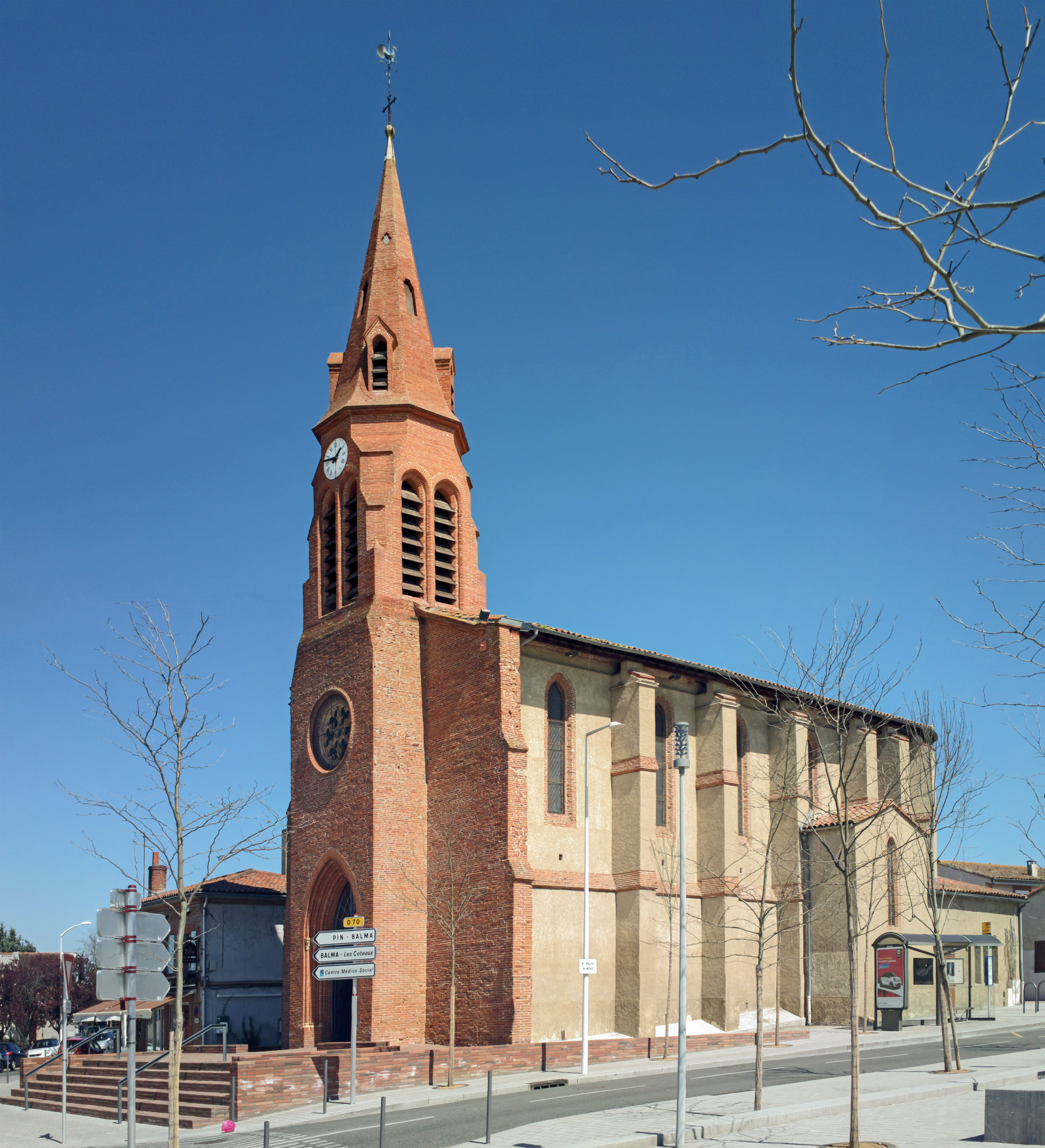
L'église Saint-Joseph.
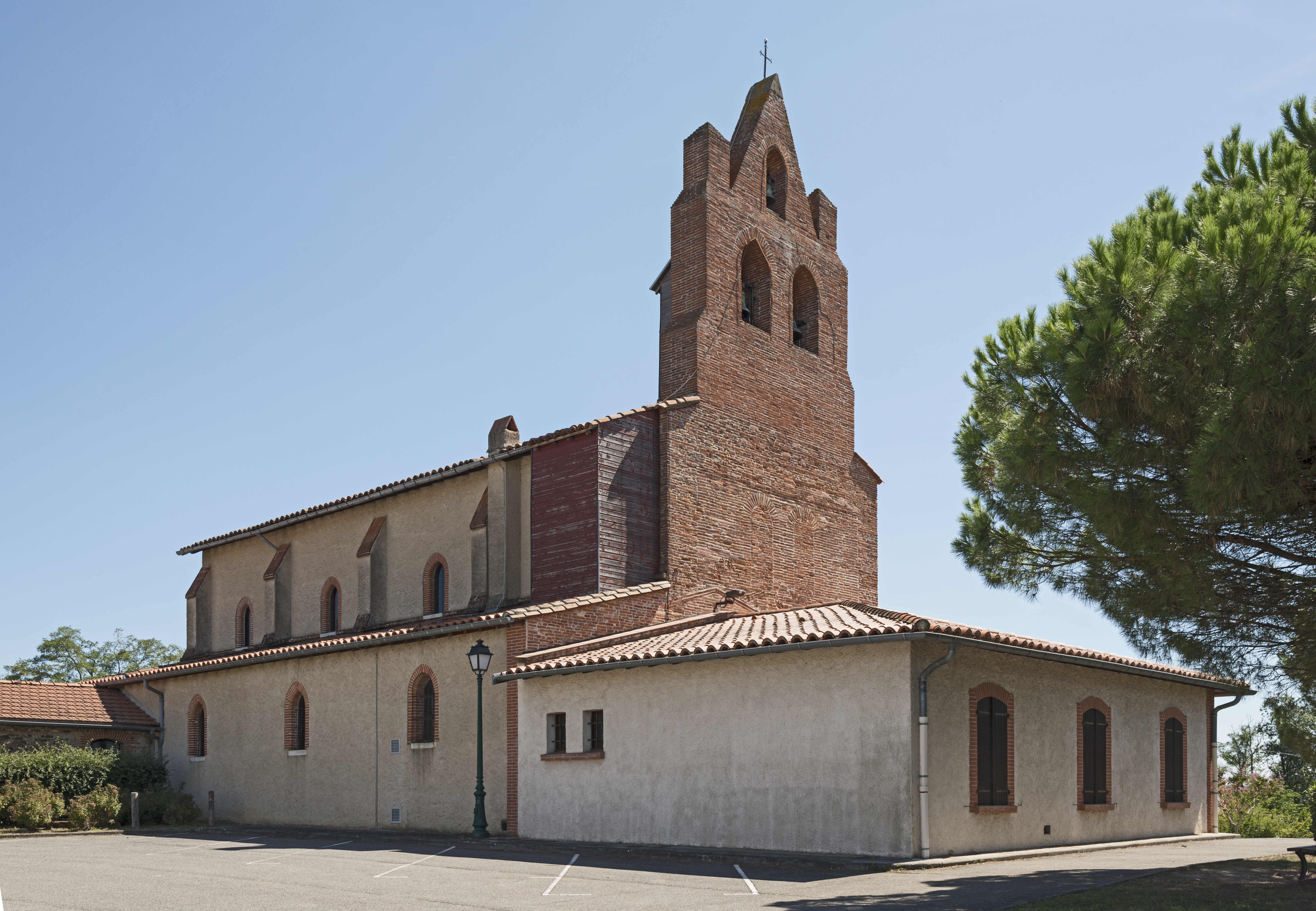
L'église Saint-Martin-de-Boville.
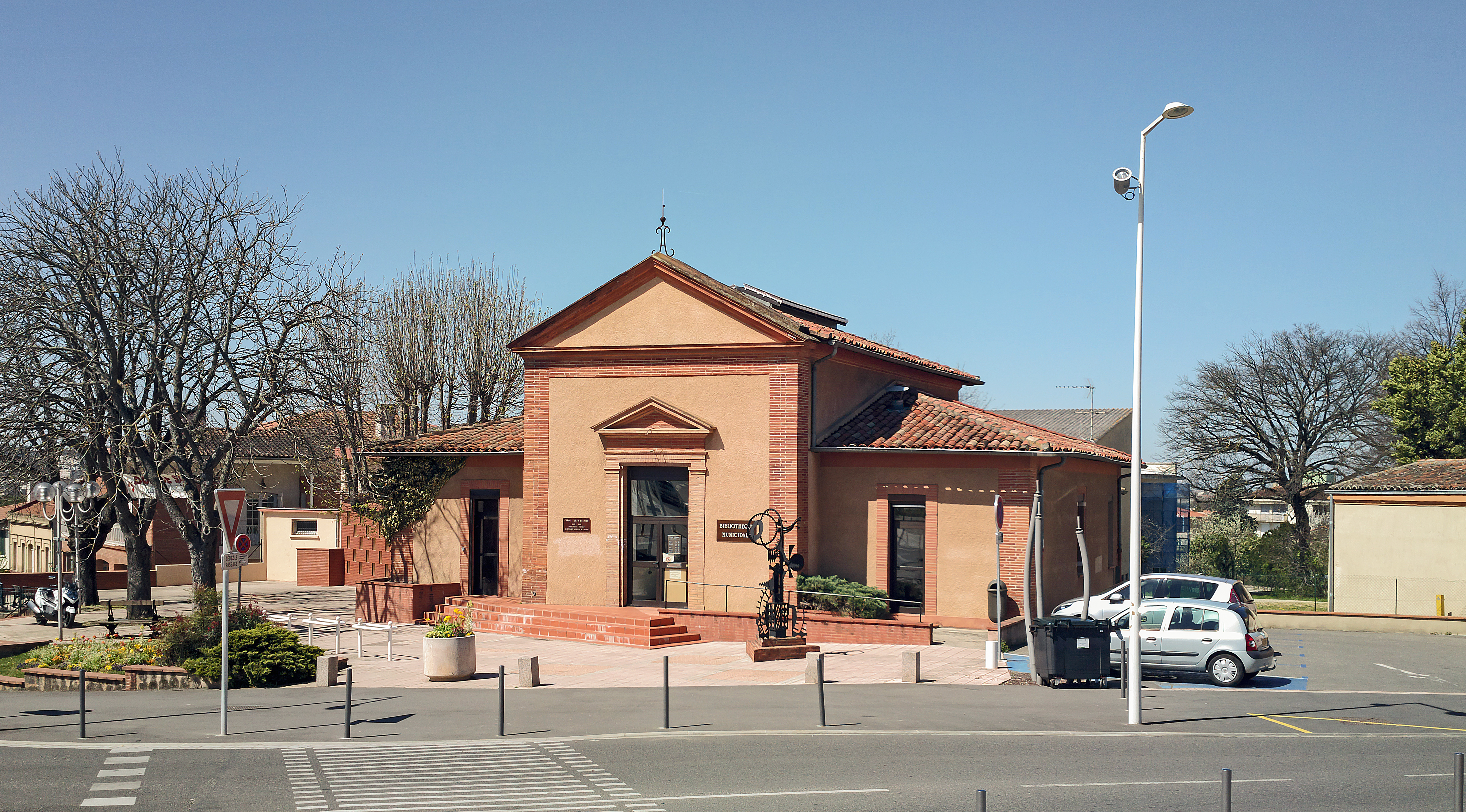
L'ancienne mairie devenue la bibliothèque municipale.
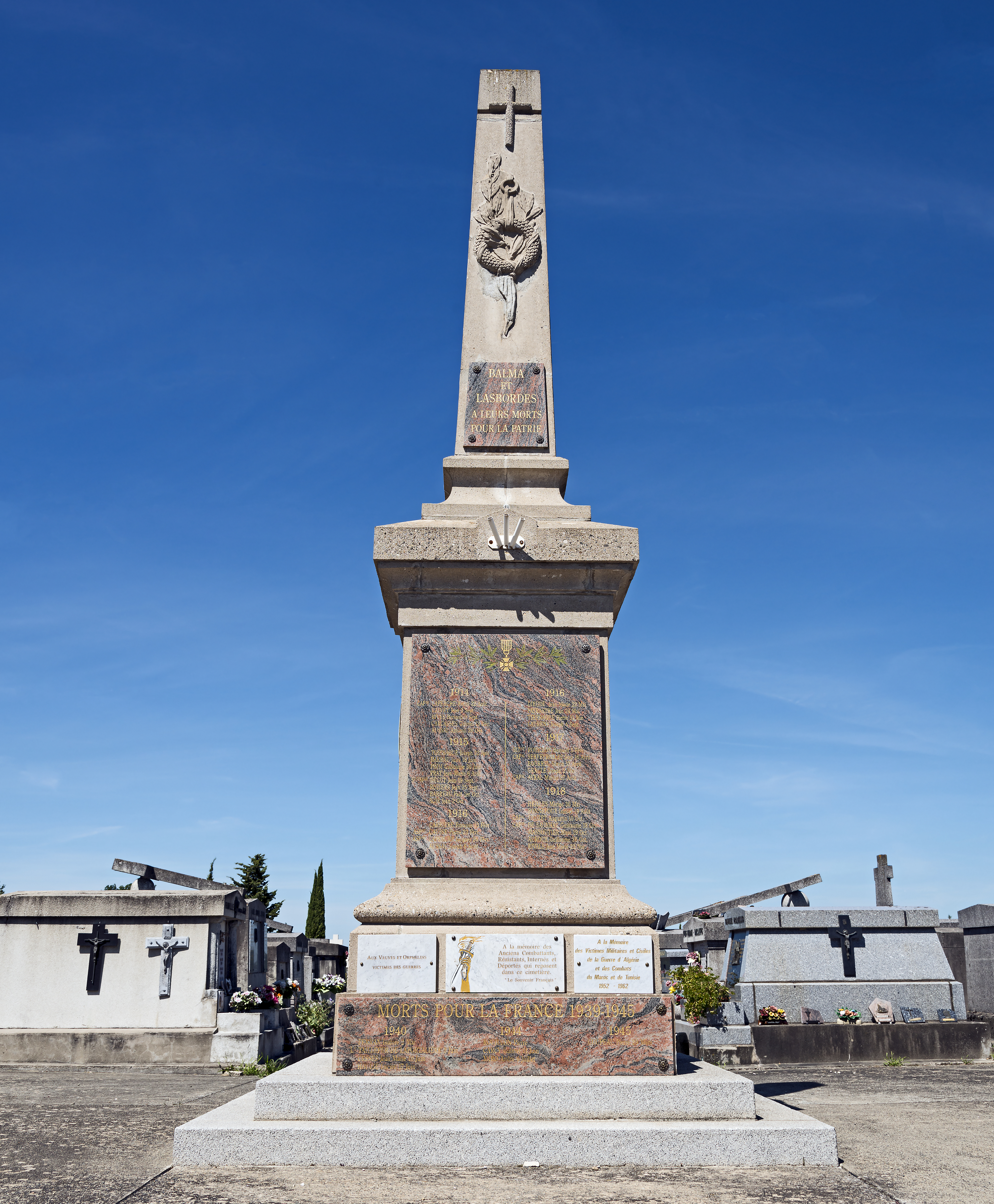
Monument aux morts : Balma-Lasbordes.
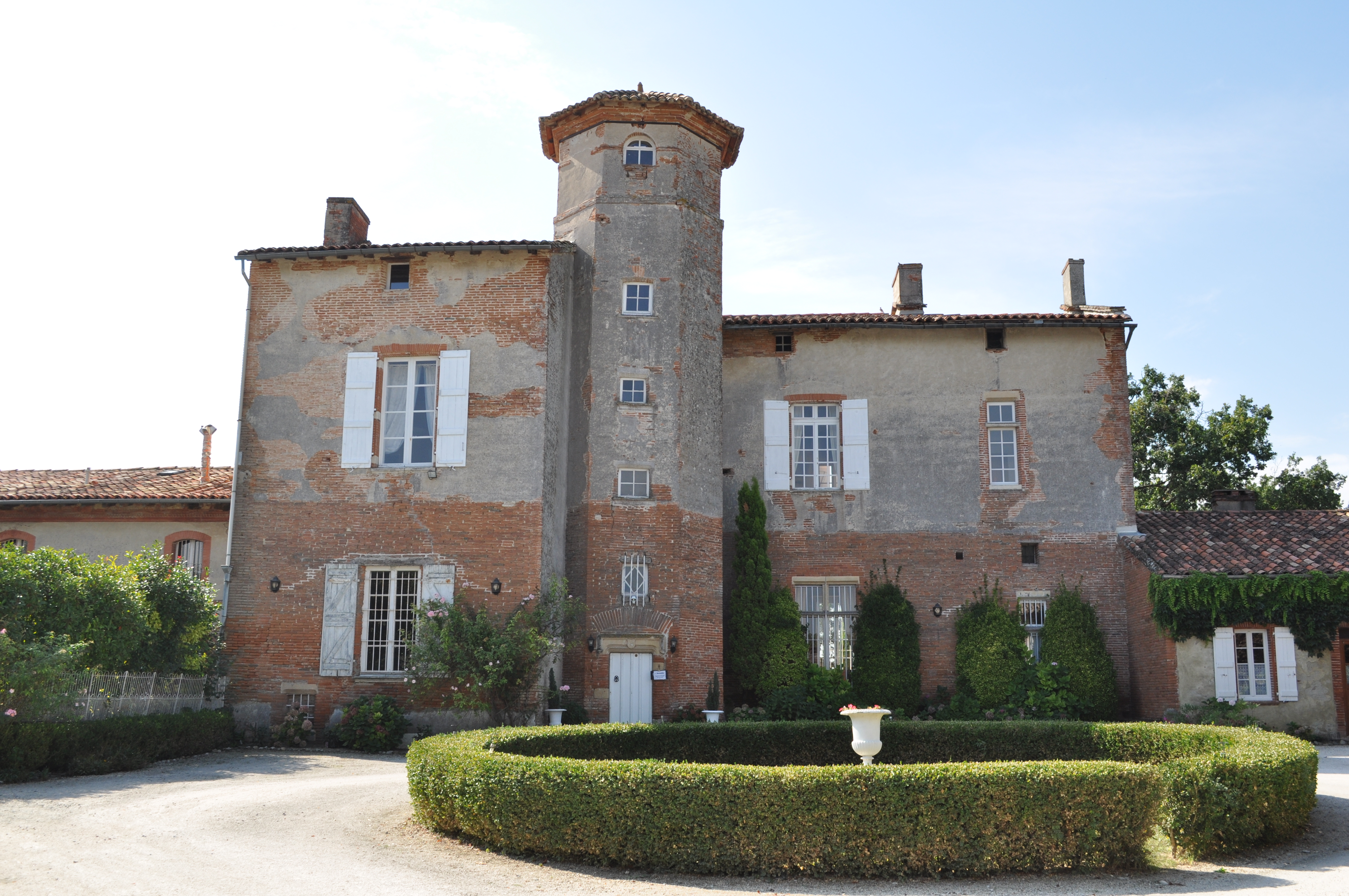
Le château de Thégra.

### Personnalités liées à la commune
- Léopold Niel (1846-1918), fils du maréchal, général de brigade (1897), transforma, en 1914, son château d'Aufréry (Balma) en hôpital militaire, maintenant clinique psychiatrique.
- Gabriel de Gramont meurt le 26 mars 1534 au château archiépiscopal de Balma.
- José Cabanis, académicien, a vécu au domaine familial de Nollet où il est décédé en 2000.
- Charles Ceccaldi-Raynaud (1925-2019), avocat et homme politique français, y meurt et y est inhumé.
- Raoul Bergougnan, artiste peintre qui a représenté Balma et son église à clocher-mur.
- Benoit Tihy, footballeur qui a entraîné l'équipe 1 de la ville.
- Jean-Christophe Debu, footballeur qui a joué puis entraîné à Balma.
- Alain Giresse, footballeur, habite à Balma depuis 1992[50],[51].
- Morgane Laplace, championne du monde de culturisme[52].
- Sophie Duarte, licenciée au CA Balma lors de son titre de championne d'Europe de cross-country en 2013[53].

## Pour approfondir